# 6-Stunden-Rennen von Watkins Glen 1977

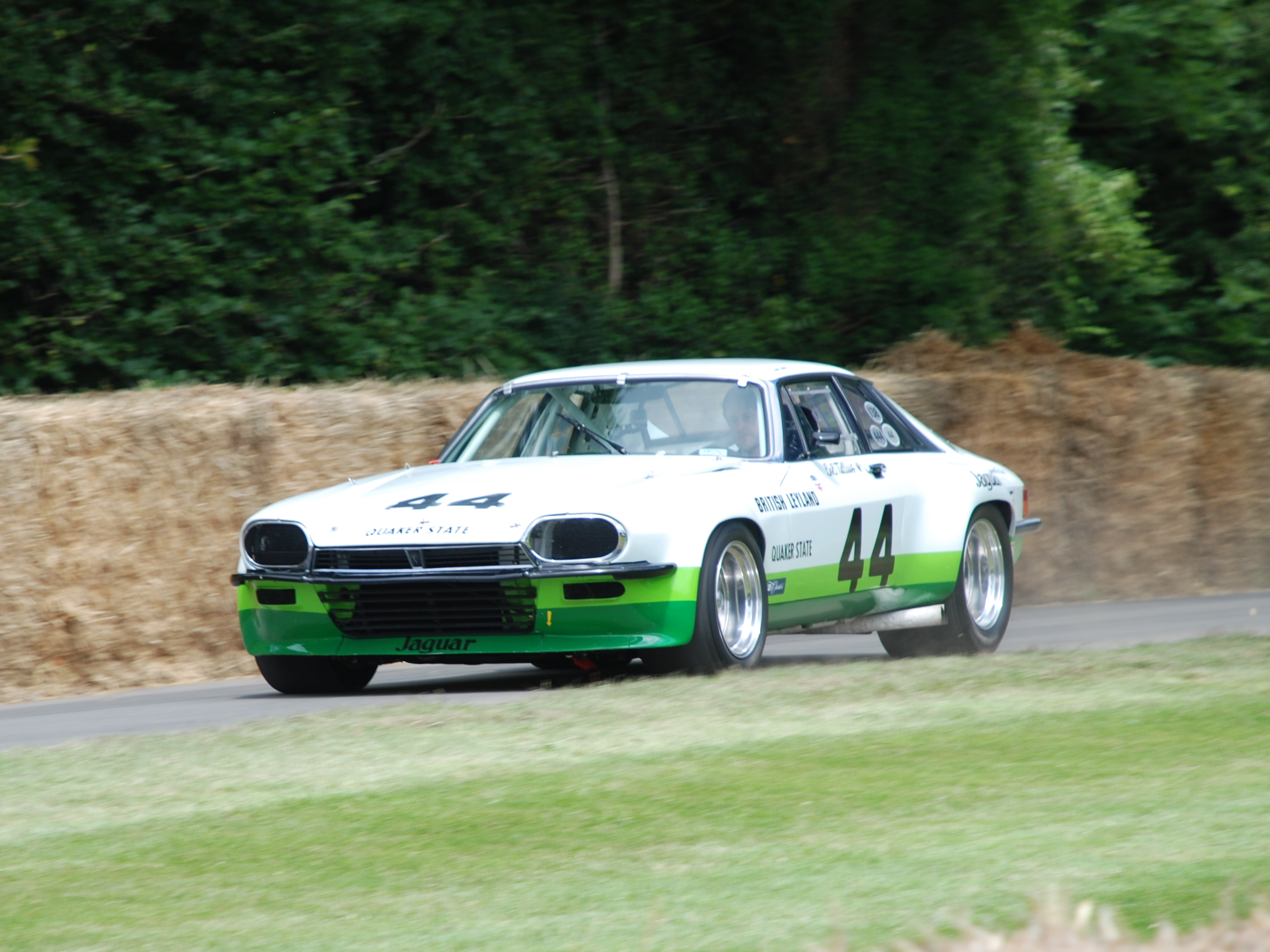
Der Jaguar XJS mit der Startnummer 44, von Bob Tullius und Brian Fuerstenau an die 14. Stelle der Gesamtwertung gefahren

Das 6-Stunden-Rennen von Watkins Glen 1977, auch 6-Hours Trans-Am and The Can-Am for the SCCA Citicorp Can-Am Challenge, The Glen, Toyota Paces The Races, Watkins Glen Grand Prix Circuit, fand am 9. Juli in Watkins Glen statt und war der neunte Wertungslauf der Sportwagen-Weltmeisterschaft dieses Jahres.

## Das Rennen
Seit 1948 wurden auf Rennstrecken in der Nähe der kleinen Ortschaft Watkins Glen im Schuyler County im US-amerikanischen Bundesstaat New York Sportwagenrennen ausgetragen. Das Rennen 1948 ging über die Distanz von 80 Kilometern und endete mit Sieg von Frank Griswold auf einem Alfa Romeo 8C 2900B. Seit 1968 (Gesamtsieger Jacky Ickx und Lucien Bianchi im Ford GT40) zählte das Rennen zur Sportwagen-Weltmeisterschaft. 
1977 konnte das Rennen mit einer starken Fahrerbesetzung aufwarten. Zu den Teilnehmern gehörten unter anderem die Formel-1-Rennsieger Jacky Ickx, Jochen Mass und Ronnie Peterson. Die Formel-1-Piloten George Follmer, Brett Lunger, Hans-Joachim Stuck und David Hobbs und der zweimalige Indy-500-Gewinner Johnny Rutherford. Dazu kamen bekannte Sportwagenpiloten wie Peter Gregg, Hurley Haywood, Dick Barbour und Claude Ballot-Léna. 
Das Rennen 1977 wurde von Porsche dominiert. Die ersten zwölf Ränge im Gesamtklassement nahmen Porsche-Modelle ein. Sieger wurden Jacky Ickx und Jochen Mass im Werks-Porsche 935, die im Ziel einen Vorsprung von drei Runden auf den Porsche 935 von George Follmer und Brett Lunger hatten.

## Ergebnisse

### Schlussklassement
| 1           | Gr. 5 | 1  | Martini Racing Porsche System    | Jochen Mass Jacky Ickx                         | Porsche 935/77                  | 173 |
| 2           | Gr. 5 | 16 | Vasek Polak Racing               | George Follmer Brett Lunger                    | Porsche 935                     | 170 |
| 3           | Gr. 5 | 95 | Bob Hagestad Porsche Audi        | Hurley Haywood Bob Hagestad                    | Porsche 934/5                   | 169 |
| 4           | Gr. 5 | 66 | Dick Barbour Performance         | Dick Barbour Johnny Rutherford                 | Porsche 934                     | 166 |
| 5           | Gr. 5 | 0  | Interscope Racing                | Danny Ongais Ted Field                         | Porsche 934                     | 165 |
| 6           | Gr. 5 | 59 | Brumos Racing                    | Peter Gregg Claude Ballot-Léna John Gunn       | Porsche 934                     | 163 |
| 7           | Gr. 5 | 51 | Monte's Motors                   | Robert Frostrom Monte Shelton                  | Porsche Carrera RSR             | 162 |
| 8           | Gr. 5 | 7  | Heimrath Racing                  | Ludwig Heimrath Paul Miller                    | Porsche 934/5                   | 160 |
| 9           | T     | 57 | John Wood Racing                 | Bob Lazier John Wood                           | Porsche 911 Carrera             | 158 |
| 10          | Gr. 5 | 20 | Vasek Polak Racing               | Janet Guthrie Randy Lewis                      | Porsche 934                     | 157 |
| 11          | GT    | 98 | John Bauer Racing                | John Bauer Tom Spalding                        | Porsche 911                     | 156 |
| 12          | Gr. 5 | 61 | Jim Busby Racing                 | Jim Busby Tom Frank                            | Porsche 935                     | 156 |
| 13          | T     | 78 | Babe's Garage                    | Babe Headley Sam Feinstein                     | Chevrolet Corvette              | 155 |
| 14          | T     | 44 | Group 44 Inc.                    | Brian Fuerstenau Bob Tullius                   | Jaguar XJS                      | 154 |
| 15          | Gr. 5 | 2  | Vasek Polak Racing               | Gary Belcher Roy Woods                         | Porsche 934                     | 153 |
| 16          | GT    | 74 | Bruce Jennings                   | Bruce Jennings Bill Bean                       | Porsche 911S                    | 147 |
| 17          | T     | 31 | Warren Agor                      | Warren Agor Paul Nichter                       | Chevrolet Monza                 | 145 |
| 18          | T     | 93 | Little Foreign Car Shop          | Michael Oleyar John Brandt                     | Chevrolet Corvette              | 140 |
| 19          | T     | 45 | Motion Marketing                 | William Coykendall James Mancuso               | Chevrolet Corvette Greenwood    | 137 |
| 20          | GT    | 79 | Michael Callas Rennsport Porsche | Michael Callas Peter Papke                     | Porsche Carrera RSR             | 136 |
| 21          | GT    | 30 | Alex Davidson Racing             | Alex Davidson Kerry Hitt                       | Chevrolet Corvette              | 135 |
| 22          | GT    | 80 | Nagel Racing                     | Nick Engels Bob Nagel                          | Chevrolet Corvette              | 124 |
| 23          | T     | 18 | Free Spirit Racing               | David Kicak Bob Young                          | Chevrolet Corvette              | 120 |
| 24          | T     | 96 | GTS Kassel Auto Parts            | Neil Kassel Rex Franklin                       | Chevrolet Corvette              | 117 |
| 25          | T     | 92 | E. F. Miller                     | John Orr Bill Jobe                             | Chevrolet Corvette              | 112 |
| 26          | GT    | 28 | Weiss Motor Racing               | Richard Weiss                                  | Porsche 811SC                   | 95  |
| Ausgefallen |       |    |                                  |                                                |                                 |     |
| 27          | T     | 9  | Team Apple Monoca Huber          | John Huber Ron Weaver                          | Chevrolet Corvette              | 121 |
| 28          | T     | 76 | Rick Mancuso Chevrolet Corvettes | Paul DePirro Buzz Fyhrie                       | Chevrolet Corvette Greenwood GT | 120 |
| 29          | Gr. 5 | 4  | BMW Faltz Assen                  | Hans-Joachim Stuck Benny Parsons               | BMW 320i                        | 110 |
| 30          | T     | 64 | Auto Barn                        | Bob Baechle Earl Hurlbut                       | Chevrolet Corvette              | 98  |
| 31          | T     | 77 | John Greenwood Racing            | John Greenwood Dick Smothers                   | Chevrolet Corvette Greenwood    | 92  |
| 32          | T     | 56 | Carter Brothers Racing           | Craig Carter David Laughlin                    | Chevrolet Camaro                | 90  |
| 33          | GT    | 83 | Bill Scott Racing                | Bill Scott Joe Colontonio                      | Porsche 911S                    | 89  |
| 34          | GT    | 90 | Rynone Industries                | Thomas Rynone Neil Wiernicki Michael Wiernicki | Chevrolet Corvette              | 72  |
| 35          | GT    | 94 | Mike Tillson Enterprises Inc.    | Elliott Forbes-Robinson Mike Tillson           | Porsche 934                     | 68  |
| 36          | Gr. 5 | 13 | Hal Shaw                         | Hal Shaw Randolph Townsend                     | Porsche Carrera RSR             | 59  |
| 37          | T     | 38 | John Paul                        | John Paul Phil Currin                          | Porsche Carrera RSR             | 58  |
| 38          | T     | 6  | Pickett Racing                   | Greg Pickett Tom Gloy Dave Mock                | Chevrolet Monza                 | 55  |
| 39          | T     | 48 | LaCue Racing                     | Len LaCue Doug Mills                           | Chevrolet Camaro Z28            | 52  |
| 40          | Gr. 5 | 75 | Ridgely Racing                   | Norm Ridgely Jim Cook                          | Porsche Carrera RSR             | 48  |
| 41          | T     | 71 | Triumph Manufacturing            | Ted Sullivan David Jones                       | Chevrolet Camaro Z28            | 40  |
| 42          | GT    | 15 | Iroquois Racing Associates       | Bill Schumacher Rick Hay                       | Chevrolet Corvette              | 31  |
| 43          | Gr. 5 | 3  | McLaren North America            | Ronnie Peterson David Hobbs                    | BMW 320i Turbo                  | 20  |
| 44          | GT    | 17 | Hallet Motor Racing Circuit      | Brian Goellnicht Anatoly Arutunoff             | Lancia Stratos                  | 6   |

### Nur in der Meldeliste
Hier finden sich Teams, Fahrer und Fahrzeuge, die ursprünglich für das Rennen gemeldet waren, aber nicht daran teilnahmen.
| Pos. | Klasse | Nr. | Team                  | Fahrer                             | Chassis                         |
| ---- | ------ | --- | --------------------- | ---------------------------------- | ------------------------------- |
| 45   | GT     | 00  | Interscope Racing     | Ted Field Danny Ongais             | Porsche 934                     |
| 46   | T      | 12  | Ron Brown Investments | Ron Brown Joe Chamberlain          | Porsche 934                     |
| 47   | GT     | 36  | Climax Autoquip Inc.  | Brian Hardacre Horst Petermann     | Porsche Carrera RSR             |
| 48   | GT     | 40  | Robert Schunberg      | Dave Heinz Robert Schunberg        | Chevrolet Corvette Greenwood    |
| 49   | GT     | 50  | American 76 Racing    | Sylvan Cornblatt Richard Mandelson | Chevrolet Corvette              |
| 50   | GT     | 60  | John Brandt           | John Brandt                        | Chevrolet Corvette              |
| 51   | GT     | 72  | Bill Arnold Racing    | Bill Arnold Billy Hagan            | Chevrolet Corvette Greenwood GT |
| 52   | GT     | 88  | Dicom Corporation     | Peter Overing Marcel Talbot        | Porsche Carrera RSR             |

### Klassensieger
| Klasse | Fahrer      | Fahrer       | Fahrzeug            | Platzierung im Gesamtklassement |
| ------ | ----------- | ------------ | ------------------- | ------------------------------- |
| Gr. 5  | Jochen Mass | Jacky Ickx   | Porsche 935/77      | Gesamtsieg                      |
| GT     | John Bauer  | Tom Spalding | Porsche 911         | Rang 11                         |
| T      | Bob Lazier  | John Wood    | Porsche 911 Carrera | Rang 9                          |

### Renndaten
- Gemeldet: 52
- Gestartet: 44
- Gewertet: 25
- Rennklassen: 3
- Zuschauer: unbekannt
- Wetter am Renntag: warm, trocken und leichte Regenschauer
- Streckenlänge: 5,435 km
- Fahrzeit des Siegerteams: 6:01:56,685 Stunden
- Gesamtrunden des Siegerteams: 173
- Gesamtdistanz des Siegerteams: 940,213 km
- Siegerschnitt: 155,860 km/h
- Pole Position: Jochen Mass – Porsche 935/77 (#1) – 1:52,518 = 173,885 km/h
- Schnellste Rennrunde: Jochen Mass – Porsche 935/77 (#1) – 1:53,277 = 172,720 km/h
- Rennserie: 9. Lauf zur Sportwagen-Weltmeisterschaft 1977